# أحمد بن أسفنديار البغدادي
 أحمد بن أسفنديار بن الموفق البغدادي (20 أغسطس 1191 - بحدود 5 مايو 1242) متصوف شيعي وشاعر عربي عراقي من أهل القرن السابع الهجري/ الثالث عشر الميلادي. ولد في بغداد في عائلة واسطية جعفرية من أصل هراتي. درس في مسقط رأسه وانتقل مدة إلى دمشق. أصبح حافظاً للقرآن، «صحيح السماع والإجازة» واشتغل بالوعظ، وكان متقدم الصوفية في بغداد برباط الإرجوانية، وانشد الشعر ودوّن لنفسه ديواناً يشتمل على مجلدتين يبلغ عشرة آلاف بيت ووصفه ابن الشعار «شيعي المذهب، غالياً في الولاء». توفي في بغداد ودفن في مقابر الصوفية. له أشعار في مدح المستنصر بالله، الخليفة العباسي السادس والثلاثون.

## سيرته
هو أبو المكارم أحمد بن أسفَنديار بن الموفق بن بن محمد بن ططمش، ولد في الثامن والعشرين من رجب سنة سبع وثمانين وخمسمائة / 20 أغسطس 1191 م ببغداد. والده أصله من بوشنج بهرات ولد في واسط سنة 537 وتوفي بببغداد سنة 624 هـ وكان عارفاً بالفقه والتفسير والأدب والشعر.
كان أحمد بن أسفَنديار حافظاً للقرآن، صحيح السماع والإجازة واشتغل بالوعظ، وأصبح متقدم الصوفية في بغداد برباط الإرجوانية، وانشد الشعر ودوّن لنفسه ديواناً يشتمل على مجلدتين، ولم يودعه فيه هجواً. وذكر لابن الشعار في سنة ثلاث وعشرين وستمائه أنَّ شعره يبلغ عشرة آلاف بيت ووصفه ابن الشعار «شيعي المذهب، غالياً في الولاء». قال ابن الساعي: «كان جميل الصورة حسن الأخلاق كثير التودد والتواضع، متكلماً متفوهاً منطقياً حسن العبارة جيد الوعظ طيب الإنشاد عذب الإيراد، له نظم حسن.» وبما أنه كان من الصوفية فقد أقام بخانقاه السميساطية مدة (رباط للصوفية تقع في دمشق بجنب المدرسة الكاملية، وهو مكان بيت عمر بن عبد العزيز) حينما كان في دمشق.
توفي في بغداد في أوائل شعر ذي القعدة من سنة تسع وثلاثين وستمائه/ مايو 1242 م ودفن بمقابر الصوفية.

## شعره
له أشعار في مدح المستنصر بالله (1192-1243 م) الخليفة العباسي السادس والثلاثون: